# Thesiastes atratus
Thesiastes atratus är en skalbaggsart som beskrevs av Thomas Casey 1894. Thesiastes atratus ingår i släktet Thesiastes och familjen kortvingar. Inga underarter finns listade i Catalogue of Life.